# Sironia
Sironia è un film del 2012 diretto da Brandon Dickerson . I protagonisti sono Amy Acker, Wes Cunningham, Tony Hale, Robyn Lively, Carrie Preston e Meaghan Jette Martin.

## Trama
Ispirato dalla musica del cantautore Wes Cunningham, Sironia è la storia di un musicista di talento che è stato masticato e sputato dalla macchina musicale di Hollywood. Frustrato dalla sua carriera spezzata, Thomas Fisher e sua moglie Molly fanno impulsivamente le valigie e decidono di trasferirsi nella piccola città Sironia,in Texas, per vivere una vita più autentica . Nonostante il cambiamento di scenario, un profondo risentimento Thomas sui suoi sogni perduti ha la meglio su di lui, mentre si sforza di trovare la pace con la sua carriera in stallo, fino a quando non si ricorda quello che amava: la musica - e Molly - in primo luogo.

## Promozione
Sironia debuttato al 2011 Austin Film Festival di Austin TX nel mese di ottobre 2011.

## Premi
- Vincitore del Premio del Pubblico 2011